# Chlorocypha trifaria
Chlorocypha trifaria är en trollsländeart som först beskrevs av Karsch 1899.  Chlorocypha trifaria ingår i släktet Chlorocypha och familjen Chlorocyphidae. IUCN kategoriserar arten globalt som livskraftig. Inga underarter finns listade i Catalogue of Life.